# Bloomfield (Kentucky)
Bloomfield é uma cidade localizada no estado americano de Kentucky, no Condado de Nelson.

## Demografia
Segundo o censo americano de 2000, a sua população era de 855 habitantes. 
Em 2006, foi estimada uma população de 884, um aumento de 29 (3.4%).

## Geografia
De acordo com o United States Census Bureau tem uma área de 
3,3 km², dos quais 3,3 km² cobertos por terra e 0,0 km² cobertos por água.

## Localidades na vizinhança
O diagrama seguinte representa as localidades num raio de 28 km ao redor de Bloomfield. 